# Vincent Hermance
Vincent Hermance (Meaux, 1 de agosto de 1984) es un deportista francés que compite en ciclismo en la modalidad de trials.
Ganó quince medallas en el Campeonato Mundial de Trials entre los años 2003 y 2023, y catorce medallas en el Campeonato Europeo de Ciclismo de Montaña entre los años 2003 y 2016.

## Palmarés internacional
| Campeonato Mundial | Campeonato Mundial            | Campeonato Mundial | Campeonato Mundial |
| Año                | Lugar                         | Medalla            | Competición        |
| ------------------ | ----------------------------- | ------------------ | ------------------ |
| 2003               | Lugano ( Suiza)               | Medalla de bronce  | Trials 20″         |
| 2004               | Les Gets ( Francia)           | Medalla de plata   | Trials 26″         |
| 2005               | Livigno ( Italia)             | Medalla de plata   | Trials 26″         |
| 2006               | Rotorua ( Nueva Zelanda)      | Medalla de plata   | Trials 26″         |
| 2007               | Fort William ( Reino Unido)   | Medalla de oro     | Trials 26″         |
| 2008               | Val di Sole ( Italia)         | Medalla de plata   | Trials 26″         |
| 2009               | Camberra ( Australia)         | Medalla de bronce  | Trials 26″         |
| 2011               | Champéry ( Suiza)             | Medalla de bronce  | Trials 26″         |
| 2012               | Leogang/Saalfelden ( Austria) | Medalla de bronce  | Trials 20″         |
| 2013               | Pietermaritzburg ( Sudáfrica) | Medalla de oro     | Trials 26″         |
| 2015               | Vallnord ( Andorra)           | Medalla de oro     | Trials 26″         |
| 2017               | Chengdu ( China)              | Medalla de oro     | Equipo mixto       |
| 2021               | Vic ( España)                 | Medalla de bronce  | Trials 26″         |
| 2022               | Abu Dabi ( EAU)               | Medalla de plata   | Equipo mixto       |
| 2023               | Glasgow ( Reino Unido)        | Medalla de plata   | Equipo mixto       |
| Campeonato Europeo |                               |                    |                    |
| Año                | Lugar                         | Medalla            | Competición        |
| 2003               | Graz ( Austria)               | Medalla de oro     | Trials 26″         |
| 2004               | Wałbrzych ( Polonia)          | Medalla de oro     | Trials 26″         |
| 2005               | Kluisbergen ( Bélgica)        | Medalla de plata   | Trials 26″         |
| 2006               | Colonia ( Alemania)           | Medalla de plata   | Trials 26″         |
| 2007               | Wałbrzych ( Polonia)          | Medalla de oro     | Trials 26″         |
| 2008               | Heubach ( Alemania)           | Medalla de bronce  | Trials 26″         |
| 2009               | Zoetermeer ( Países Bajos)    | Medalla de bronce  | Trials 26″         |
| 2010               | Melsungen ( Alemania)         | Medalla de bronce  | Trials 26″         |
| 2011               | Biella ( Italia)              | Medalla de plata   | Trials 26″         |
| 2012               | Weilrod ( Alemania)           | Medalla de plata   | Trials 20″         |
| 2013               | Berna ( Suiza)                | Medalla de plata   | Trials 26″         |
| 2014               | Wałbrzych ( Polonia)          | Medalla de bronce  | Trials 26″         |
| 2015               | Chies d'Alpago ( Italia)      | Medalla de plata   | Trials 26″         |
| 2016               | Le Puy-en-Velay ( Francia)    | Medalla de plata   | Trials 26″         |